# Alexander Maclaren
Alexander Maclaren (11 de fevereiro de 1826 – 5 de maio de 1910) foi um ministro batista e escritor escocês.

## Biografia
Maclaren nasceu em Glasgow, Escócia, filho de David Maclaren, um comerciante e pregador leigo batista. Seu pai foi para a Austrália de 1837 a 1841, onde serviu como Gerente Residente da Companhia da Austrália Meridional, deixando sua família em Edimburgo. Durante a ausência de seu pai, Maclaren se converteu e foi batizado publicamente na comunidade da Igreja Batista Hope St., Glasgow, em algum momento entre os 11 e 13 anos de idade. Ele foi educado na Escola Secundária de Glasgow e na Universidade de Glasgow, e a família mudou-se para Londres quando seu pai retornou da Austrália.
Maclaren ingressou no Stepney College em 1842, aos 16 anos, uma instituição batista em Londres. Ele foi fortemente influenciado pelo Dr. David Davies, um eminente estudioso de hebraico, e tornou-se um entusiasta estudante de hebraico e grego, entre outras disciplinas. Ele obteve seu diploma de bacharel na Universidade de Londres antes dos 20 anos, prestando os exames para seu diploma em artes e ganhando prêmios em hebraico e grego. Além de seus estudos universitários, ele leu amplamente literatura, sendo especialmente aficionado pelos poetas ingleses. No ano seguinte, iniciou seu ministério na Capela Portland, Southampton. Ele trabalhou lá por 12 anos e desenvolveu uma reputação como um pregador atraente e poderoso. Após muitos convites de outras congregações, aceitou um convite para o pastorado da Capela Union em Manchester, onde permaneceu de 1858 até sua aposentadoria em 1903. Durante seu ministério, a congregação construiu e mudou-se para a Capela Batista Union, Oxford Road, Manchester, concluída em 1869. Ele visitou a Austrália e a Nova Zelândia em 1889, onde pregou nas principais cidades para grandes congregações, apesar da saúde precária.
Maclaren foi duas vezes presidente da União Batista da Grã-Bretanha, e foi presidente do Congresso Mundial Batista em Londres em 1905. Ele recebeu graus honorários em divindade das Universidades de Edimburgo e Glasgow. Em 1896, os cidadãos de Manchester mandaram pintar seu retrato para sua Galeria de Arte da Cidade de Manchester, e o bispo anglicano de Manchester, James Moorhouse, fez o discurso quando a pintura foi apresentada. Ele disse que poucos oradores haviam superado Maclaren "em profundidade de pensamento, organização lógica, eloquência de apelo e poder sobre o coração humano". Muitas tentativas foram feitas para atrair Maclaren para fora de Manchester, mas ele permaneceu lá apesar de sua aversão ao clima e à carga de trabalho. Em 1903, ele foi nomeado pastor emérito e aposentou-se do ministério ativo.

## Obras
- Exposições da Sagrada Escritura
- A Bíblia do Expositor - Os Salmos I a CL (1891-1894, conjunto de 3 volumes)
- A Coroa do Vencedor
- A Vida de Davi Como Refletida em Seus Salmos
- O Cristo Imutável
- O Deus do Amém